# Diamond (Kristallographieprogramm)
Diamond ist ein Programm zur Darstellung von Kristall- oder Molekülstrukturen.

## Funktionen
Anhand vollständiger kristallographischer Daten einer chemischen Verbindung (Zusammensetzung, Kristallsystem, Raumgruppe, Atomkoordinaten), welche soweit nicht bekannt vorher gelöst werden müssen, ermöglicht das Programm eine bildliche Darstellung ihrer Kristallstruktur.
Diamond hat ein Split-Screen-Format, in welchem auf der linken Seite die Kristallstruktur dargestellt wird, während rechten Seite Daten wie Kristallsystem, Raumgruppe, Atomkoordinaten und weitere Parameter zu finden sind. Die Daten der Kristallstruktur können dabei wahlweise manuell eingegeben werden oder aus einer Reihe an Formaten ausgelesen werden. Ebenso kann die Struktur in einer Reihe von Formaten gespeichert werden.
Weiterhin können über die grafische Benutzeroberfläche diverse Parameter wie Atomabstände oder -winkel analysiert werden. Ein Schwerpunkt des Programms liegt in der Darstellung von Kristall- oder Molekülstruktur. Hier können verschiedenste Darstellungsformen wie das Stäbchenmodell ausgewählt werden. Weiterhin existiert ein POV-Ray-Assistent zur optimierten Darstellung der Strukturen.

## Beispielbilder

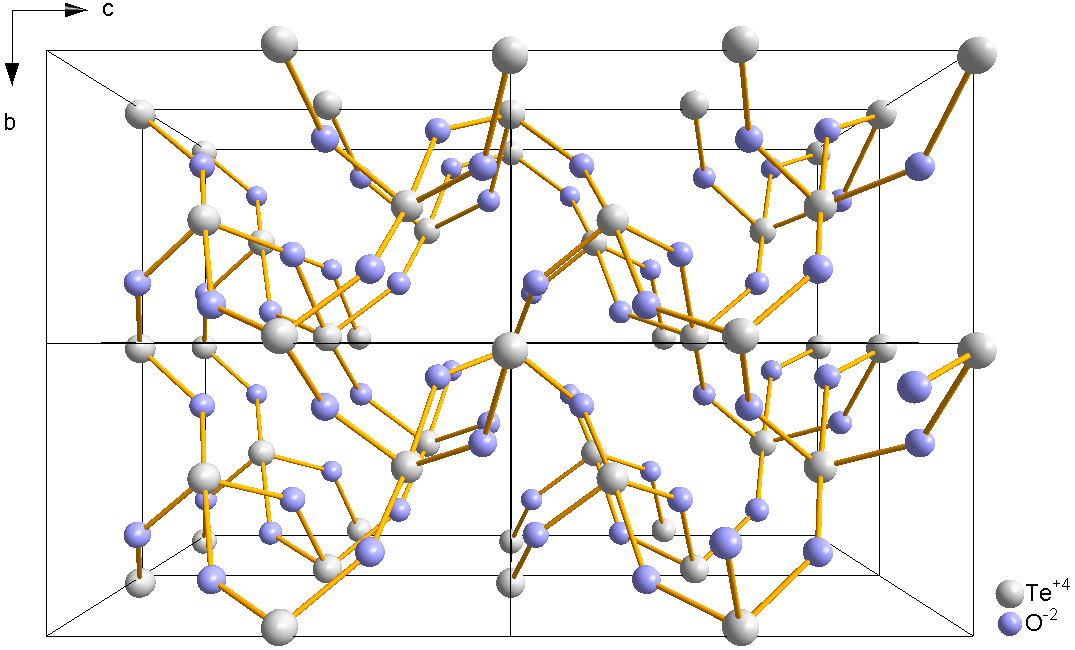
Mit Diamond 3.1 dargestellte Kristallstruktur von Tellurdioxid
Mit Diamond dargestellte Molekülstruktur im Kristall von Cucurbit[14]uril